# Stefan Aartsen
Stefan Remco Aartsen ('s-Gravenzande, Países Bajos, 13 de marzo de 1975) es un nadador retirado especializado en pruebas de estilo mariposa y estilo libre. Fue subcampeón mundial en la prueba de 4x100 metros libres en el Campeonato Mundial de Natación en Piscina Corta de 1999 y campeón de Europa en la prueba de 4x100 metros estilos durante el Campeonato Europeo de Natación de 1999.
Representó a Países Bajos en los Juegos Olímpicos de Atlanta 1996 y Sídney 2000.

## Palmarés internacional
| Campeonato Mundial de Natación en Piscina Corta | Campeonato Mundial de Natación en Piscina Corta | Campeonato Mundial de Natación en Piscina Corta | Campeonato Mundial de Natación en Piscina Corta |
| Año                                             | Lugar                                           | Medalla                                         | Prueba                                          |
| ----------------------------------------------- | ----------------------------------------------- | ----------------------------------------------- | ----------------------------------------------- |
| 1999                                            | Hong Kong ( China)                              | Medalla de plata                                | 4 × 100 m libre                                 |
| Campeonato Europeo de Natación                  |                                                 |                                                 |                                                 |
| Año                                             | Lugar                                           | Medalla                                         | Prueba                                          |
| 1999                                            | Estambul ( Turquía)                             | Medalla de oro                                  | 4 × 100 m estilos                               |